# Tanja Dsjahilewa

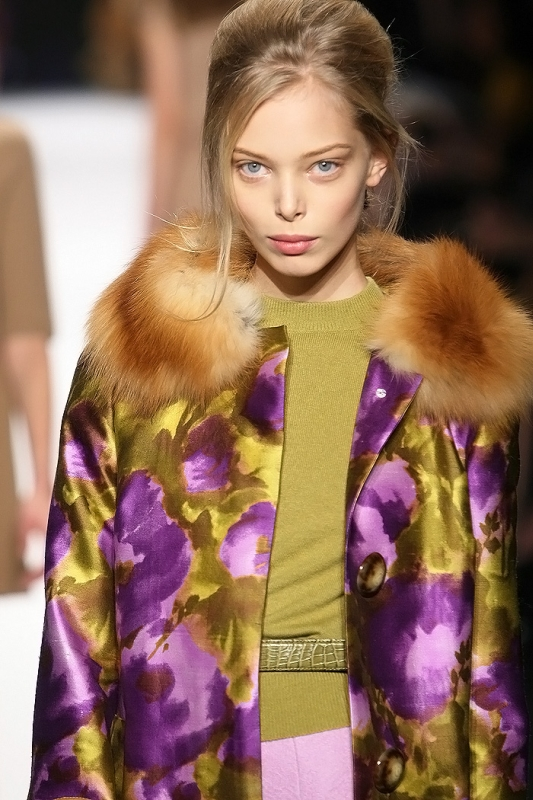
Tanja Dsjahilewa im Februar 2008 beim Michael Kors-Defilee

Tazzjana Uladsimirauna Dsjahilewa, auch Tanya Dyahileva bzw. Dyagileva (belarussisch Таццяна Уладзіміраўна Дзягілева; * 4. Juni 1991 in Witebsk, Weißrussische Sozialistische Sowjetrepublik, Sowjetunion) ist ein belarussisches Model.

## Werdegang
Tanja Dsjahilewa begann ihre internationale Modelkarriere früh. Im 2004 wurde sie von IMG Models unter Vertrag genommen. Das erste Mal auf dem Laufsteg sah man die 14-jährige in den Frühjahr/Sommer Shows 2006. Tanya debütierte bei der Paris Fashion Week und danach gleich bei der Mailand Fashion Week, wo sie für Prada, Chanel, Hermès, und Alexander McQueen lief. Die Newcomerin machte bereits mit ihrem Runway-Debüt große Labels auf sich aufmerksam. Kurz darauf kürte Fashion TV Tanya zu einem der gefragtesten Models auf dem Catwalk der Saison. Schon bei den Herbst/Winter Shows 2006 lief Tanya über den Runway unter anderem für Alexander McQueen, Jean Paul Gaultier, Missoni, Jil Sander, Chanel, Christian Dior, D&G, Givenchy, Gucci, Hermès sowie Prada.
Auch bekannt als Tanya D, Tanja Dsjahilewa wurde bald zu einem der beliebtesten Topmodels. Alleine 2007 lief sie während der Fashion Weeks in insgesamt knapp 150 Shows mit. Tanya eröffnete die Shows von Versace und Christian Lacroix in London, Mailand und Paris, und schloss den Laufsteg bei Céline und Valentino in New York, Mailand und Paris.
Zwischen 2007 und 2009 war es fast unmöglich eine Modenschau ohne Tanja Dsjahilewa auf dem Catwalk zu finden. Sie lief für fast alle renommierten Prêt-à-porter Designer wie u. a. Anna Sui, Donna Karan, Diane von Fürstenberg, Yves Saint Laurent, Dolce & Gabbana, Marc Jacobs, Dsquared, Karl Lagerfeld, Givenchy, Calvin Klein, Emilio Pucci, Ralph Lauren, Vera Wang, Gucci, Elie Saab, John Galliano, Lanvin und Emanuel Ungaro. Zudem präsentierte sie die neuen Kollektionen von einflussreichen Haute-Couture Designer wie Armani Privé, Gaultier, Dior, Chanel, Lacroix, Valentino und vielen anderen.
Tanja Dsjahilewa erschien auch in diversen Editorials von Publikations wie der Vogue, Numéro, i-D, W und Harper’s Bazaar. Im August 2009 wurde Tanya von Greg Lotus für ein Editorial der italienischen Vogue fotografiert, im November 2009 arbeitete sie zusammen mit Paola Kudacki für ein Editorial der deutschen Vogue. Tanya war auch auf dem Cover der russischen sowie der japanischen Vogue. Ebenfalls war Tanya in diversen Kampagnen u. a. für Jean Paul Gaultier, Hugo Boss, Yves Saint Laurent, Lanvin, Ralph Lauren, Nina Ricci, Céline und Michael Kors zu sehen.

## Modelagentur
- Women Management – New York
- Storm Models – London
- Nous Model Management
- Marilyn Agency – Paris
- Why Not Model Agency
- View Management – Spain
- Bravo Models
- Uno Models – Barcelona & Madrid
- April Models
- Noah Models